# Chương Thái
Chương Thái (chữ Hán: 彰泰; 1636 - 1690), Ái Tân Giác La, là một Tông thất của nhà Thanh trong lịch sử Trung Quốc.

## Cuộc đời
Chương Thái sinh vào giờ Ngọ, ngày 26 tháng 6 (âm lịch) năm Sùng Đức nguyên niên (1636), trong gia tộc Ái Tân Giác La. Ông là con trai thứ tư của Ôn Lương Bối tử Bác Hòa Thác (博和託), mẹ ông là Đích Phu nhân Thư Mục Lộc thị (舒穆祿氏).
Năm Thuận Trị thứ 8 (1651), tháng 2, ông được phong tước Phụng ân Trấn quốc công (奉恩鎭國公). Cùng năm đó tấn phong Bối tử (貝子).
Năm thứ 9 (1652), tháng giêng, phụ thân ông qua đời, ông được tập phong tước Bối tử (貝子).
Năm Khang Hi thứ 13 (1674), mùa xuân, Ngô Tam Quế bị vây hãm ở Hồ Nam, Khang Hi Đế mệnh cho Thuận Thừa Quận vương Lặc Nhĩ Cẩm (勒尔锦) từ Kinh Châu, vượt sông tiêu diệt phản quân. Tháng 6, phục mệnh An Viễn Đại tướng quân Bối lặc Thượng Thiện (尚善) xuất chinh thu phục Nhạc Châu, Chương Thái là Tham tán quân vụ (叅贊軍務).
Năm thứ 15 (1676), chiếu trách tội việc trì hoãn hành quân. Chương Thái và Thượng Thiện thương nghị cho thủy bộ cùng tiến, phái Hộ quân Thống lĩnh Ngạch Ti Thái (额司泰) phá địch tại Hồ Động Đình, thu được hơn 50 chiến thuyền.
Năm thứ 17 (1678), tháng 8, Thượng Thiện mất trong quân, Bối lặc Sát Ni nhậm chức Đại tướng quân, ông nhậm chức Phủ Viễn Tướng quân (抚远将军). Tháng 9, đại quân xuất phát từ cảng Tân Nam (南津港), thuyền của địch neo ở dưới Lại Tử Sơn (癞子山), ông lệnh cho Tiên phong Thống lĩnh Hàng Kỳ (杭奇), Đề đốc Tang Ngạch (桑额) tấn công, giết hơn trăm tên phản tặc, thu được bốn chiến thuyền. Tháng 10, phá địch tại Lục Thạch khẩu (陆石口), thu được nhiều gạo trắng, chặn đứng đường lương thực của Ngô Tam Quế.
Năm thứ 18 (1679), tháng 11, thụ Định Viễn Bình khấu Đại tướng quân (定遠平寇大將軍), thay thế An Quận vương Nhạc Lạc, từ Quý Châu tiến binh đến Điền Trì.
Năm thứ 20 (1681), Vân Quý Tổng đốc Thái Dục Vinh (蔡毓荣) chủ công, phối hợp với Chương Thái, Lại Tháp (赖塔) từ ba đường Tứ Xuyên, Quế Châu và Quảng Tây tiến vào Vân Nam, chiếm lĩnh Ngũ Hoa Sơn (五华山), vây công thành Côn Minh, trong thành lương thực thiếu hụt, tất cả các quan lại đều xin hàng. Loạn Tam Phiên được bình định. Tháng 10, ông nhậm chức Tông Nhân phủ Tả tông chính (宗人府左宗正).
Năm thứ 21 (1682), tháng 10, đại quân khải hoàn trở về, đích thân Khang Hi Đế đến nghênh đón đại quân ở hai mươi dặm phía Nam cầu Lư Câu.
Năm thứ 22 (1683), tháng 2, ông có công bình định Vân Nam, nên được lấy công tích nhập phong sách.
Năm thứ 24 (1686), tháng 9, ông bị cách chức Tả tông chính.
Năm thứ 29 (1690), ngày 11 tháng giêng (âm lịch), giờ Dậu, ông qua đời, thọ 55 tuổi.

## Gia quyến

### Thê thiếp
- Đích Phu nhân: Nạp Lạt thị (納喇氏), con gái của Thượng thư Ngô Đạt Lễ (吳達禮).
- Thứ thiếp: 
  - Trương thị (張氏), con gái của Điển vệ Tích Hằng (錫恒).
  - Tôn thị (孫氏), con gái của Tôn Thông (孫通).
  - Liên thị (連氏), con gái của Liên Đại (連大).

### Con trai
1. Bách Thụ (百綬; 1654 - 1691), mẹ là Đích Phu nhân Nạp Lạt thị. Năm 1686 được phong làm Tam đẳng Trấn quốc Tướng quân (三等鎭國將軍). Năm 1689 bị đoạt tước. Có một con trai.
2. Bách Phú (百富; 1657 - 1660), mẹ là Đích Phu nhân Nạp Lạt thị. Chết yểu.
3. Truân Châu (屯珠; 1658 - 1718), mẹ là Đích Phu nhân Nạp Lạt thị. Năm 1672 được phong làm Phụng ân Trấn quốc công. Năm 1688 bị đoạt tước. Có một con trai.
4. Toàn Đức (全德; 1661 - 1664), mẹ là Đích Phu nhân Nạp Lạt thị. Chết yểu.
5. Minh Thụy (明瑞; 1666 - 1715), mẹ là Đích Phu nhân Nạp Lạt thị. Năm 1680 được phong làm Phụng ân Trấn quốc công. Năm 1698 bị đoạt tước. Có sáu con trai.
6. Triết Nhĩ Bố (哲爾布; 1669 - 1675), Đích Phu nhân Nạp Lạt thị. Chết yểu.
7. Tôn Bảo (尊保; 1689 - 1690), mẹ là Thứ thiếp Trương thị. Chết yểu.